# Reiner Odendahl
Reiner Odendahl (24 augustus 1964) is een Duitse schaker. Hij is FIDE meester.
Van 25 juli t/m 4 augustus 2005 speelde Odendahl mee in het toernooi om het Open Kampioenschap van Nederland dat in Dieren verspeeld werd
en eindigde daarbij met 6.5 punt uit negen ronden op een gedeelde derde plaats. Maksim Toerov werd eerste met 7.5 punt. 
In 2017 werd hij 'Wuppertaler Stadtmeister'. In 2018 werd hij 'Stadtmeister' in Erkrath.